# گروگان‌ها (مجموعه تلویزیونی ۲۰۲۲)
گروگان‌ها (انگلیسی: Hostages) یک مستند تلویزیونی محصول اچ‌بی‌او به کارگردانی جاشوآ بنت، مارو شرمایف، جف داپر، عباس مطلق و سم پولارد است که در ۲۸ و ۲۹ سپتامبر ۲۰۲۲ از شبکهٔ اچ‌بی‌او مکس پخش شد.
این مجموعهٔ چهار قسمتی وقایع انقلاب ۱۳۵۷ ایران در قبل و بعد از بحران گروگانگیری در سفارت ایالات متحده در ایران و موضوعات پیرامون این بحران را در کنار ابعاد دیگر آن مانند تأثیر آن بر انتخابات ریاست جمهوری ۱۹۸۰ آمریکا و همچنین مسیر انقلاب ایران را بررسی می‌کند.
این مجموعه شامل تصاویری از انقلابیون، گروگان‌گیران و سایر مقامات جمهوری اسلامی، و نیز حاوی مصاحبه‌هایی با افراد دخیل در رویدادهای آن زمان مانند محسن سازگارا، ابوالحسن بنی‌صدر، معصومه ابتکار و برخی از گروگان‌ها از جمله جان لیمبرت و ویکتور ال تامست است.
برخی از فیلم‌های قدیمی استفاده‌شده در این مجموعه برای نخستین بار به نمایش درآمده‌اند و پیش از این دیده نشده‌اند.